# Express Football Club
L'Express Football Club est un club ougandais de football fondé en 1957 et basé à Kampala, la capitale du pays.

## Palmarès
- Championnat d'Ouganda (7)
  - Champion : 1974, 1975, 1993, 1995, 1996, 2012, 2021

- Coupe d'Ouganda (10)  (record) :
  - Vainqueur : 1985, 1991, 1992, 1994, 1995, 1997, 2001, 2003, 2006, 2007
  - Finaliste : 1988, 1989, 2002, 2004

- Supercoupe d'Ouganda
  - Finaliste : 2007

- Coupe Kagame inter-club
  - Vainqueur : 2021
  - Finaliste : 1994, 1995